# Harrison Smith (mezzofondista)
Harrison Preserved Smith (Winchester, 5 novembre 1876 – Upper Montclair, 24 agosto 1947) è stato un mezzofondista statunitense.

## Biografia
Smith rappresentò l'Università Yale nelle gare intercollegiali di atletica, successivamente corse per il New York Athletic Club.
Prese parte ai Giochi olimpici di Parigi 1900 nella gara degli 800 metri piani, in cui fu eliminato in batteria.

## Palmarès
| Anno | Manifestazione  | Sede   | Evento      | Risultato | Prestazione | Note |
| ---- | --------------- | ------ | ----------- | --------- | ----------- | ---- |
| 1900 | Giochi olimpici | Parigi | 800 m piani | Batteria  | n/d         |      |